# Алија Сиротановић
Алија Сиротановић (Трторићи, код Брезе, 14. август 1914 — Трторићи, код Брезе, 16. мај 1990) био је рудар-ударник и херој социјалистичког рада, који је оборио свјетски рекорд у копању угља.

## Биографија
После Другог свјетског рата у земљама социјализма на иницијативу СССР су покренуте акције обарања рекорда у производњи: копању угља, грађењу кућа, кошењу траве и сл. Први је то у СССР урадио Алексеј Стаханов, па су његови сљедбеници названи стахановци.
Анджеј Вајда, чувени пољски режисер, снимио је антологијски филм „Човек од мермера“ о тој појави, овог пута у Пољској.
На савјетовању са стручним особљем Рудника и копачима, које је одржано у јулу 1949. године, копач Алија Сиротановић је предложио да се његовој бригади омогући рад на три радилишта и дао обавезу да ће премашити рекорд чувеног совјетског рудара Алексеја Стаханова, рудара који је имао рекорд од 102 тоне ископаног угља у току седмочасовног радног дана. Приједлог је прихваћен, а Алијина бригада је већ сутрадан, 24. јула 1949. године, почела са обарањем рекорда. Предсједник комисије која је контролисала рад објавио је:
Алија Сиротановић је, са својих осам комората, за осам сати рада ископао 152 тоне угља (253-ја колица), пребацио норму за 215%, срушио дотадашњи рекорд Стаханова за 50 тона и постигао свој светски рекорд у ископу угља.
Јама 1 у којој је срушен рекорд била је позната као Ров војводе Путника.
Још један рудар из Брезе и херој рада, Никола Шкобић, само два дана послије рекорда Алије Сиротановића, 29. јула 1949. године, са својом бригадом је пребацио његов рекорд за 14 тона, чиме је отпочела серија обарања рекорда у Југославији.
Алија Сиротановић је умро 16. маја 1990. године.
Једна мала улица на периферији Брезе носи име Алије Сиротановића, а у кругу рудника стоји његова биста.

## Новчанице
Алија је насликан на југословенској новчаници од 20.000 динара, 1987. године, убрзо повученој у монетарној реформи Анте Марковића. Врло често, али погрешно, Алију мешају са Арифом Хералићем, ливцем из Зенице, који се налази на чувеној југословенској новчаници од 10 динара.

## Урбана легенда
Другу Титу се жалио како су лопате мале. Једном приликом када га је Тито срео и питао га: „Како је?“, Алија је одговорио: „Лоше, друже Тито, зато што ми је лопата мала“. Касније је за њега направљена већа лопата како би могао више да захвати! Мада лопата, као што многи мисле, уопште није била Алијина примарна алатка. Најчешће је користио пнеуматску бушилицу, а наводно је радио и са две у исто вријеме.